# Aristòtil de Calcis
Aristòtil de Calcis (grec antic: Ἀριστοτέλης, llatí: Aristoteles) fou un historiador grec nascut a Calcis, Eubea. Hom el coneix per ser l'autor d'una obra sobre l'illa d'Eubea (Περὶ Εὐβοίας). Hi ha autors que pensen que aquesta obra és en realitat la Constitució dels Euboics (Εὐβοέων πολιτεία) de la Política d'Aristòtil, però no s'ha demostrat.